# Glasgow City Football Club
El Glasgow City Football Club es un club de fútbol femenino con base en la ciudad de Glasgow en Escocia. Fue fundado en 1998 y juega en la Scottish Women's Premier League, máxima categoría del fútbol femenino en su país. 
Disputa sus encuentros de local en el Petershill Park en el distrito Springburn al norte de Glasgow, que tiene una capacidad de 1000 espectadores.
El Glasgow City es uno de los clubes más laureados de Escocia, es el equipo que más Premier League y Copas de Escocia ha ganado desde los años 2000. 
En 2016 el club ganó su décimo título de la Premier League femenina de Escocia de manera consecutiva, superando el récord anterior en la especialidad de los clubes masculinos Celtic y Rangers con nueve.

## Historia
El Glasglow City Football Club fue fundado en 1998 por Laura Montgomery y Carol Anne Stewart.
El City consiguió el título de la Premier League 2011 de manera invicta, y en el año 2012 consiguió un triplete, ganando tanto la liga como la Copa y la Copa de la Liga. En 2013 obtuvo su segunda Premier League de manera invicta, además del triplete, con una racha de 111 partidos sin perder. En febrero de 2013, se reportó que el club contactó a la FA Women's Super League, primera división inglesa de fútbol femenino, sobre la posibilidad de competir en la liga. La Asociación Inglesa de Fútbol cerro esa posibilidad. En consecuencia, la gerente general del club Laura Montgomery retiró la solicitud.
El club debutó en la Copa Femenina de la UEFA de 2005-06, y juega esta competición, actual Liga de Campeones Femenina de la UEFA, de manera interrumpida desde la edición 2008-09. Su mejor ubicación fue alcanzar los cuartos de final en la edición de 2014-15 tras derrotar al FC Zürich en octavos por 5-4 en el global.
En julio de 2015, Eddie Wolecki dejó el cargo de entrenador del equipo luego de estar cuatro años y medio en ese puesto, el club anunció a Scott Booth como su reemplazo.

## Entrenadores
- Kathleen O'Donnell: 1998–1999
- Peter Caulfield: 1999–2010
- Eddie Wolecki Black: 2011–2015
- Scott Booth: 2015–2021
- Grant Scott: 2021 (interino)
- Eileen Gleeson: 2021–

## Palmarés
| Competición nacional                           | Títulos | Subcampeonatos                              |
| ---------------------------------------------- | --- | ------------------------------------------- |
| Premier League (16/4)                          | 2004–05, 2007–08, 2008–09, 2009, 2010, 2011, 2012, 2013, 2014, 2015, 2016, 2017, 2018, 2019, 2020-21, 2022-23. | 2003-04, 2005-06, 2006-07, 2021-22          |
| Copas de Escocia (9/5)                         | 2004, 2006, 2009, 2011, 2012, 2013, 2014, 2015, 2019                                                           | 2002, 2007, 2016, 2017, 2021-22             |
| Copa de la Liga (6/6)                          | 2008–09, 2009, 2012, 2013, 2014, 2015                                                                          | 2002-03, 2003-04, 2005-06, 2016, 2019, 2021 |
| Scottish Women's Football First Division (6/5) | 1998-99 |                                             |